# Chemin de fer de la vallée de l'Eure
Le chemin de fer de la vallée de l'Eure (CFVE) est un chemin de fer touristique exploité à la belle saison par une association de passionnés sur une section de l'ancienne ligne de chemin de fer d'Orléans à Rouen, entre Pacy-sur-Eure et Breuilpont d'une part, Pacy-sur-Eure et Cocherel d'autre part.

## Histoire
La ligne de Rouen à Orléans est inaugurée en 1885 par la Compagnie du chemin de fer de Rouen à Orléans. La Société nationale des chemins de fer français (SNCF) ferme le trafic voyageurs en 1950 et l'exploitation de la ligne en 1989.
Quelques années plus tard, une équipe de bénévoles obtient l'autorisation de remettre en état un tronçon, entre Breuilpont et La Croix-Saint-Leufroy, pour y faire circuler un train touristique. En 1993, ils créent l'association du Chemin de fer de la vallée de l'Eure et débutent les travaux de rénovation de la voie et de remise en état de matériels roulants. Trois années plus tard, le 1er novembre 1996, l'association inaugure les installations en y faisant circuler un premier train touristique. Le départ est donné par M. Miraux dans la gare de Pacy-sur-Eure.
Chaque année, le CFVE transporte environ 10 000 passagers.
L'association exploite également depuis 2020 un vélorail entre Autheuil-Authouillet et La Croix-Saint-Lefroy.
Le CFVE est affilié à la Fédération des Vélorails de France.

## Matériel roulant

### Locomotive à vapeur

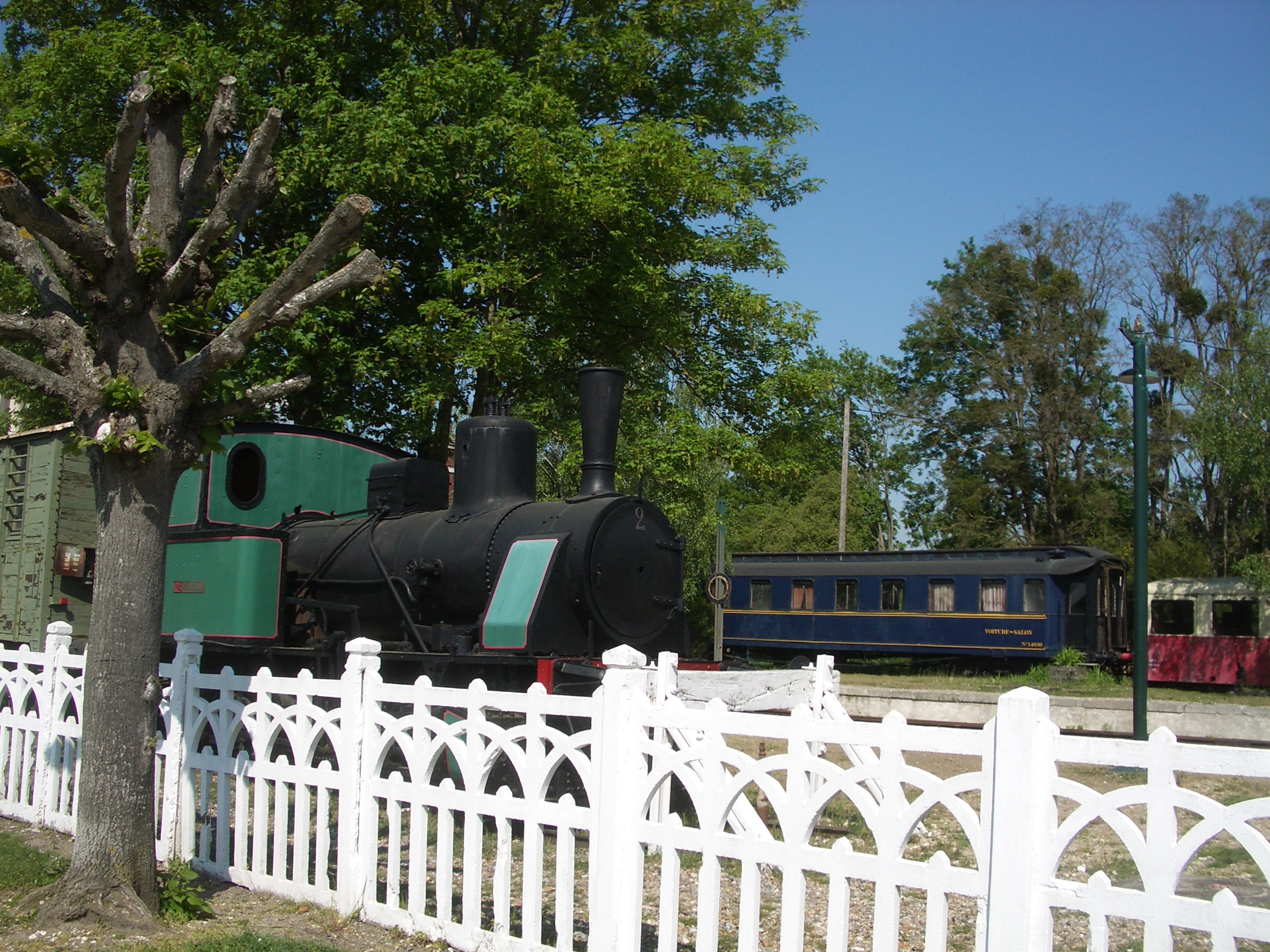
La locomotive Orenstein & Koppel en gare de Pacy-sur-Eure.

- 020 T Orenstein & Koppel no 1494 de 1904, ex-carrières Gouéry de Breuilpont no 2 « L'Avenir ». À restaurer.

### Locomotives diesel
- Locomotive BB 63813 ex-SNCF
- Locomotive BB 8082 Whitcomb construite aux États-Unis en 1946, 2 moteurs Aciéries du Nord (ADN) sous licence MAN de 325 ch

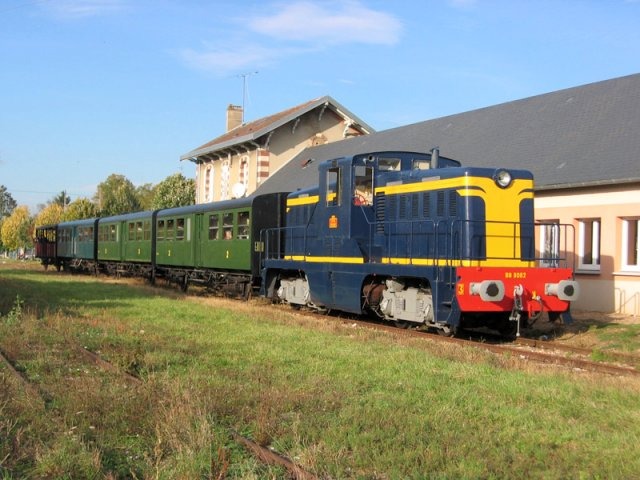
Locomotive BB Whitcomb en gare de Breuilpont

### Locotracteurs diesel
- Locotracteur Y 7813 ex SNCF de 1971
- Locotracteur Y DE 20003, type WR 200 B 14 (de), construit en 1943 par Jung (de) à Jungenthal en Allemagne, ex-Wehrmacht puis ex-SNCF[5]. La transmission hydraulique agit sur un faux essieu couplé par bielles aux deux essieux, moteur Poyaud 6 cylindres (Propriété T.Moncomble)
- Locotracteur Y DE 20001, type WR 220 B14, construit en 1943 par Deutz en Allemagne, ex-Wehrmacht puis ex-SNCF[6]. Acquis par F.Delahaye auprès des établissements Lafarge et conservé aux Ifs, arrivé au CFVE en 2021. Hors-service. (Propriété T.Moncomble)
- Locotracteur Y 6570 ex-SNCF de 1957, radié en 1985, acquis auprès de la société Natup à Saint-Sauveur-Marville (28) en 2021
- Locotracteur Y 2461 ex-SNCF. Moteur 6 cylindres Alsthom (Propriété A.Mionnet)
- Locotracteur Y 11251 ex-SNCF usine de Moulin Neuf, construit par Valermi sur la base d'un locotracteur Crochat ALVF de 1918 , moteur Poyaud 6 cylindres de 150 ch . Il est le premier engin moteur de l'association .

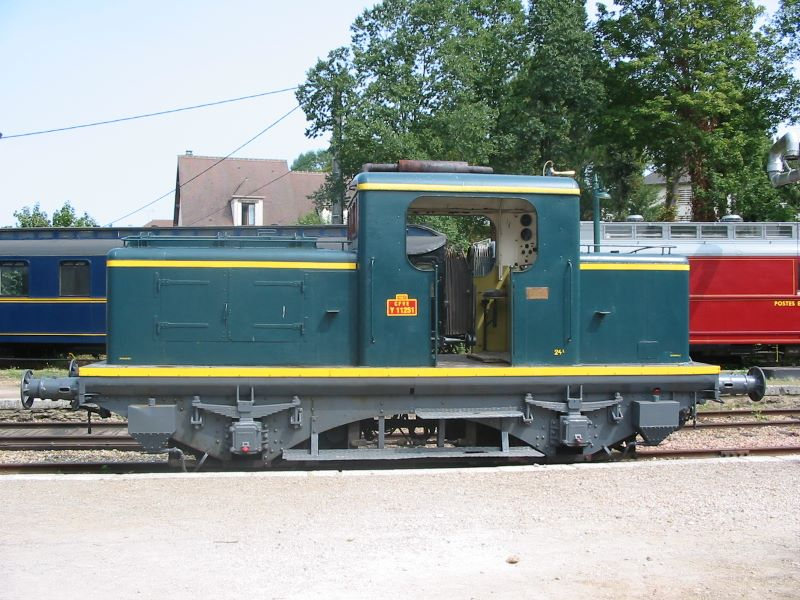
Le locotracteur Y 11251

- Locotracteur Berliet RLCB , remotorisé avec un moteur Alsthom Agrom (Propriété A.Zanelli)
- Locotracteur Berliet RLD ex-PLM puis SNCF, moteur Berliet MDX (Propriété A.Zanelli)
- Locotracteur-plateau Decauville TE.801, moteur UNIC 4 cylindres (Propriété A.Mionnet)
- Locotracteur Crochat A000079, transformé par les Établissements industriels B. Richard, équipé d'un moteur Poyaud 4 cylindres de 105 ch, ex-Armée camp de Chemilly-sur-Yonne (Propriété S.Van Exterghem, anciennement collection A.Zanelli )
- Locotracteur Baudet, Donon et Roussel , moteur Baudouin 4 cylindres de 100 ch. Provient de l'ancienne papeterie de Vernon (Propriété A.Zanelli)

### Autorails

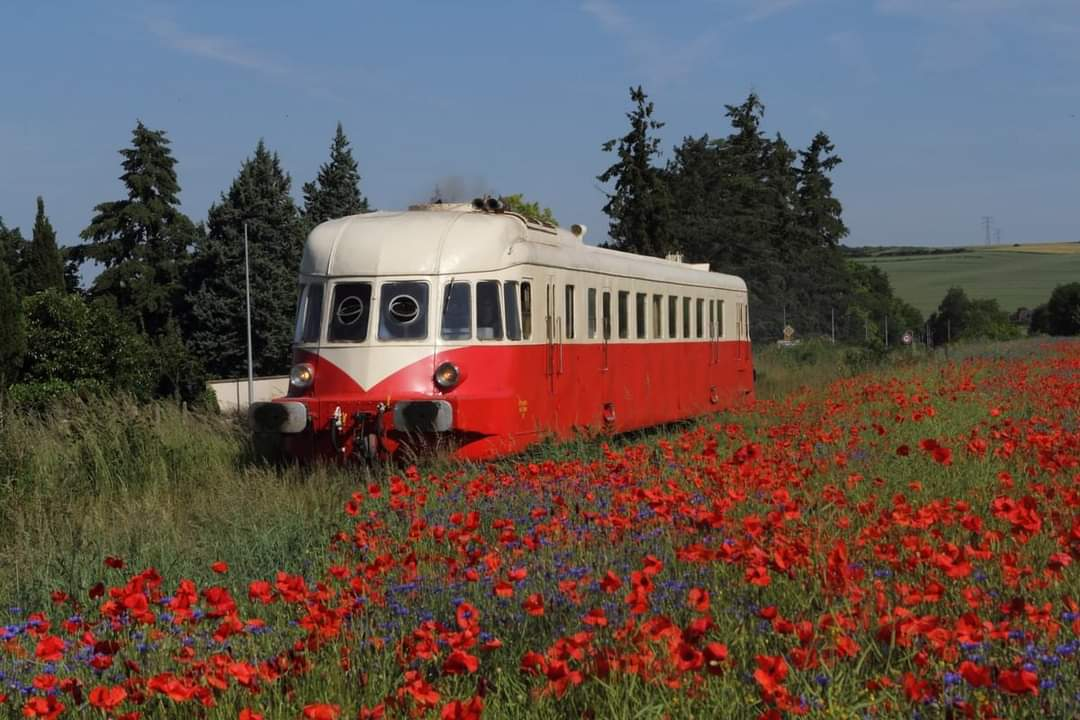
Autorail Renault ABJ4

- autorail X 5506, construit par Renault (Propriété Ajecta)
- autorail X 5509, construit par Renault (À restaurer)
- autorail X 3601, construit par Renault en 1948, type ABJ4  Classé MH (1998)[7] (Propriété Ajecta)
- autorail X 4046 "Picasso", construit par ANF, re-motorisé Renault V12 517G (Propriété ALCA)

### Draisines
- Draisine Billard 4M-035 ex-SNCF.
- Draisine Billard type 4-4-15, moteur essence Renault 668 (Propriété T.Moncomble)
- Draisine SMISO ex-RATP

### Voitures voyageurs
- 1 voiture à essieux et plates-formes extrêmes Alsace-Lorraine C5tfp 18849 de 1914
- 3 voitures modernisées Ouest, B6t no 37434, 37440 et 37443. (Propriété A.Mionnet)
- 2 voitures USI ex-SNCF transformées en voitures bar-restaurant
- 1 voiture postale OCEM Payi 42907 de 1932. (Propriété COPEF)  Classé MH (2002)[8]
- 1 voiture postale OCEM 50 87 00-37 125-7 Paz. (Propriété COPEF)
- 1 Fourgon à bagages État métallisé Ouest Dqdmp 39570 (Propriété A.Mionnet)
- 1 fourgon Est à essieux Dqd 19431 de 1908 transformé en "Wagon Numérique" (Propriété Ajecta)
- 2 baladeuses construites à partir d'anciens wagons couverts

### Wagons

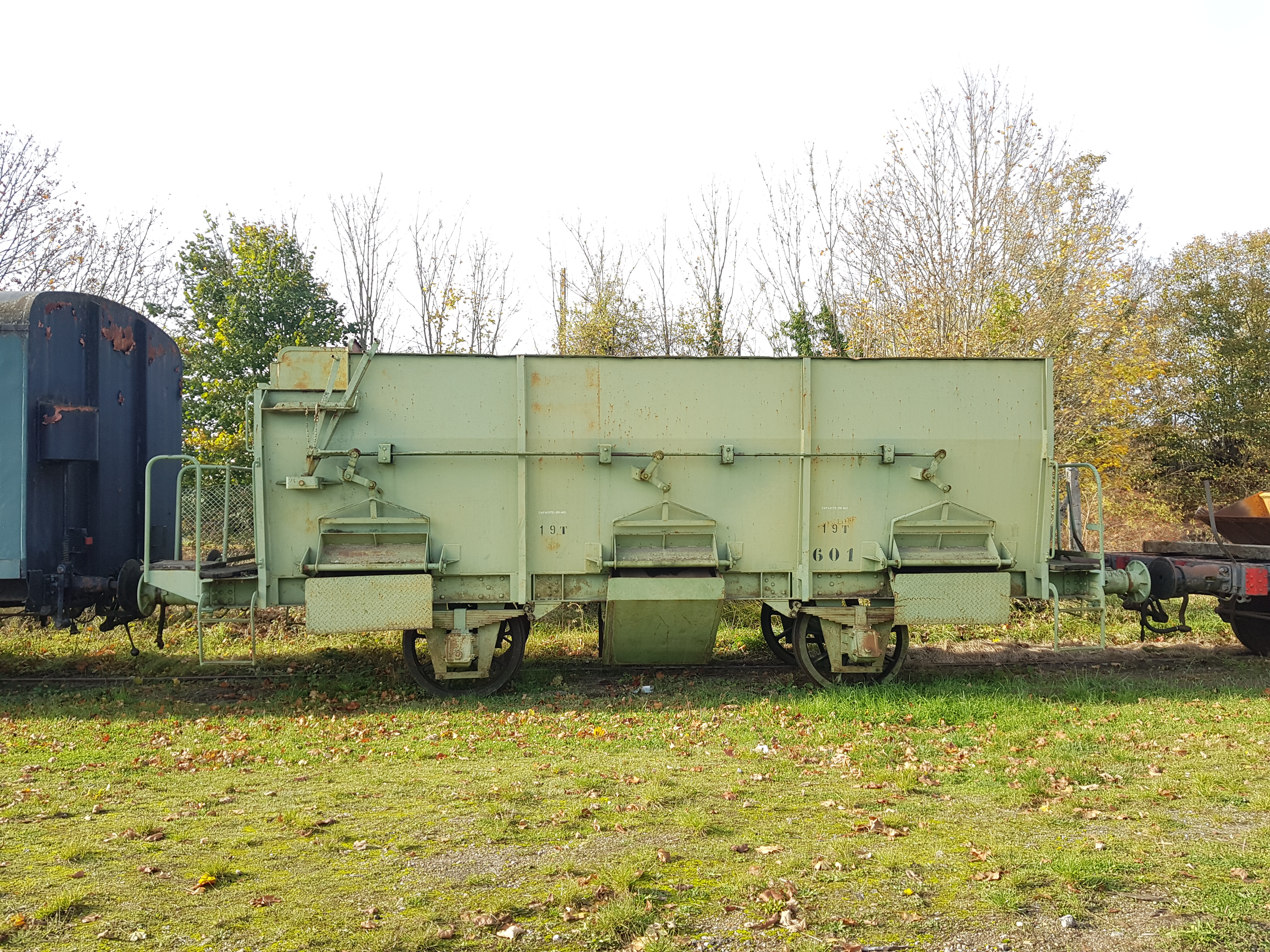
Wagon ballastière Ouest

- 1 wagon couvert à caisse Saltley sur châssis Est
- 1 wagon couvert châssis et caisse Saltley
- 1 wagon plat à essieux allemand
- 1 wagon plat à bogies USA porte char USATC (en)
- 1 wagon plat à bogies USATC
- 1 wagon couvert à bogies USA 18 ex-wagon de secours SNCF

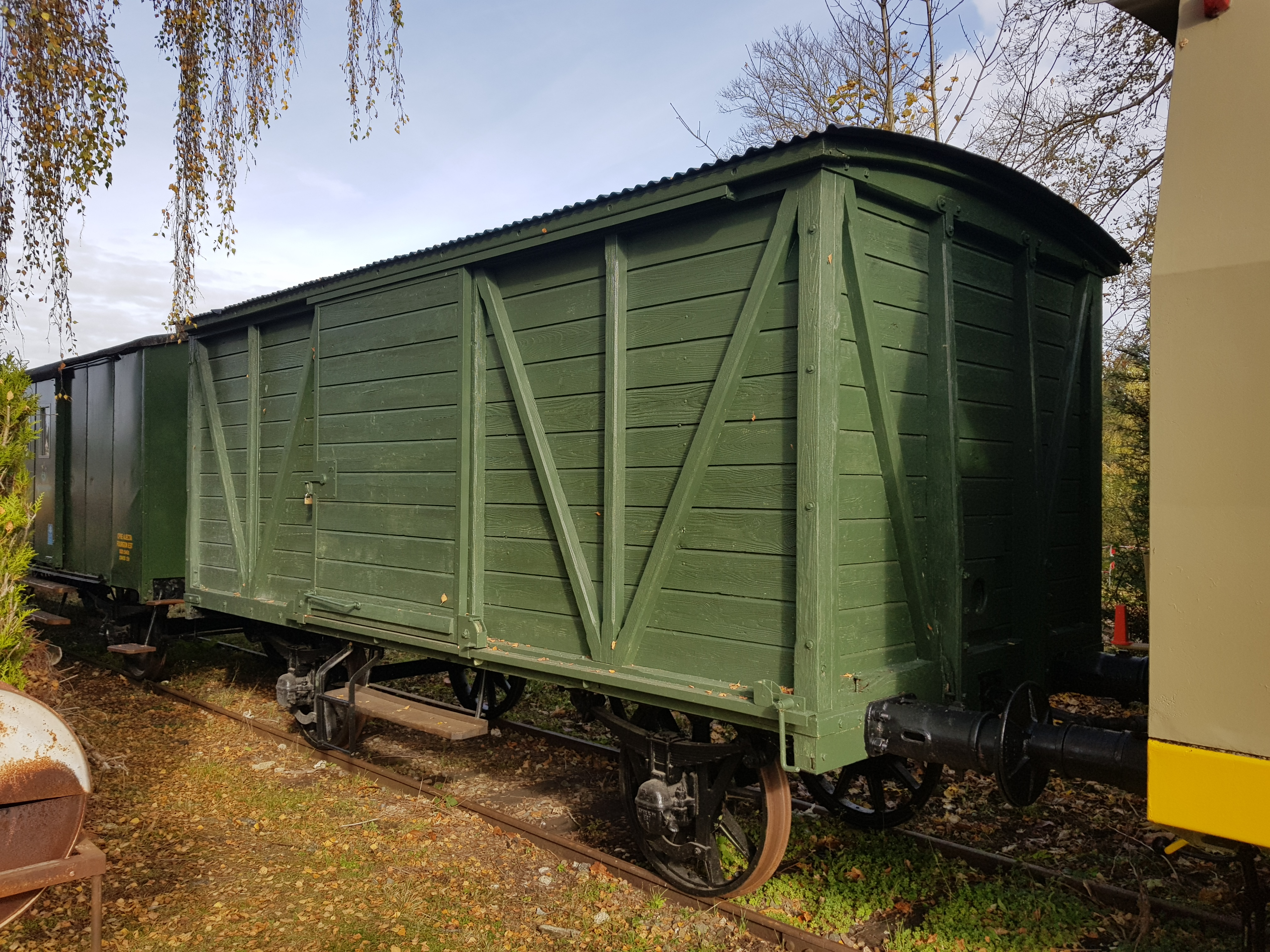
Wagon couvert Cie de l'Est à caisse Saltley

- 2 wagon couverts Standard
- 1 wagon couvert Allemand
- 1 wagon citerne OCEM
- 1 wagon ballastière Ouest